# 達馬圖魯
達馬圖魯（英語：Damaturu）是西非國家尼日利亞東北部的城市，於1991年12月12日成為新成立的約貝州的首府，主要種植小米、高粱和花生，面積2,366平方公里，2006年人口88,014。
11°44′40″N 11°57′40″E / 11.74444°N 11.96111°E